# Борго-д'Але
Борго-д'Але, Борґо-д'Але (італ. Borgo d'Ale, п'єм. Ël Borgh d'Àles) — муніципалітет в Італії, у регіоні П'ємонт, провінція Верчеллі.
Борго-д'Але розташоване на відстані близько 530 км на північний захід від Рима, 45 км на північний схід від Турина, 29 км на захід від Верчеллі.
Населення — 2514 осіб (2014).
Щорічний фестиваль відбувається 29 вересня. Покровитель — святий Архангел Михаїл.

## Демографія
Населення за роками:

Станом на 1 січня 2023 року в муніципалітеті офіційно проживали 183 іноземці з 17 країн, серед них 125 громадян країн Євросоюзу та 3 громадяни України.

## Сусідні муніципалітети
- Аліче-Кастелло
- Ацельйо
- Б'янце
- Боргомазіно
- Коссано-Канавезе
- Мальйоне
- Монкривелло
- Сеттімо-Роттаро
- Тронцано-Верчеллезе
- Вівероне